# Ložište (kotao)
Ložište kotla ili generatora pare ima ulogu da omogući oslobađanje topline izgaranjem iz korištenog goriva. Izgaranje je kemijska reakcija izmjene tvari i oslobađanja topline. Izmjena tvari je preraspodjela atoma elemenata u nove molekule, a takve se reakcije uvijek zbivaju uz nepromijenju masu (zakon očuvanja mase), ovisnu o sadržanim elementima u gorivu, te uz određene promjene obujma, temeljene na broju plinovitih molekula koje sudjeluju i nastaju u reakciji (plinski zakoni).

## Pretičak zraka
Kisik je osnovni nosilac procesa izgaranja, a on se u ložište dovodi zrakom iz okoline, u kojemu je volumni udio približno 21%, odnosno maseni udio 23%. Prema tome, gorivo je materija koja je sposobna da bude u reakciji s kisikom, uz oslobađanje topline. Takva definicija ne bi bila potpuna za tehnička goriva ako se pritom ne spomene i brzina reakcije. Ta brzina se u stvari mijenja od vrlo spore, kao što je slučaj kod oksidacije (korozije) metala, do gotovo trenutne u eksploziji. Za tehničku proizvodnju topline, i kod generatora pare (kotao), ona je obilježena kao brza reakcija gorivih elemenata s kisikom, čemu naročito pridonose ugljik i vodik, koji su najvažniji elementi u gorivima. 
Kisik, koji ima izrazitu sklonost prema procesu izgaranja, odvaja se iz smjese s dušikom i ostalih plinova, koji su u manjoj mjeri sadržani u atmosferskom zraku (ugljikov dioksid, vodena para, plemeniti plinovi), te ulazi u kemijsku reakciju s gorivim elementima. Dušik ne sudjeluje u procesu izgaranja, pa je izvor izravnih gubitaka topline, jer dio apsorbirane topline odnosi sobom kroz dimnjak u okoliš. 
Stvarna količina zraka, koju je potrebno dovesti u tehničkim ložištima radi postizanja potpunog izgaranja, veća je od teoretske (minimalne) količine, a ona se izražava pretičkom zraka. Vrijednost pretička zraka ovisna je prije svega o vrsti goriva, izvedbi ložišta, te načinu izgaranja. Radi usporedbe, u tablici su prikazane približne vrijednosti pretička zraka :
| Vrsta goriva i izvedba ložišta          | Pretičak zraka |
| --------------------------------------- | -------------- |
| Loženje plinovitim gorivima             | 1,03 – 1,15    |
| Loženje tekućim gorivima                | 1,05 – 1,25    |
| Ugljena prašina kamenog ugljena         | 1,2 – 1,4      |
| Ugljena prašina mrkog ugljena i lignita | 1,25 – 1,35    |
| Loženje drvenim otpacima                | 1,3 – 1,8      |
| Loženje gradskim smećem                 | 1,8 – 2,2      |

## Prijenos topline unutar ložišta
Prijenos topline unutar ložišta složena je pojava jer se sastoji od više osnovnih oblika prijelaza topline : toplinskog zračenja, strujanja ili konvekcije i provođenja topline ili kondukcije. Najčešće se ti oblici ne mogu zasebno promatrati, jer se uglavnom javljaju zajedno. Tako se na primjer, radi proračuna isparivačkog snopa cijevi uzima u obzir prijelaz topline zračenjem i konvekcijom, dok se za naknadne ogrjevne površine (zagrijač vode, predgrijač zraka), zbog nižih temperatura dimnog plina, često dovoljno računati samo s konvekcijom. Međutim, ako je ogrjevna površina prljava, što se u radu uglavnom događa, s unutarnje ili vanjske strane, onda je važan i utjecaj otpora provođenja topline (kondukcije) kroz stijenke, odnosno kroz slojeve na njima.

## Provjetravanje
Da bi se omogućilo stalno izgaranje, treba osigurati odvođenje dimnog plina iz ložišta (npr. generator pare), uz istovremeno dovođenje dovoljne količine zraka za izgaranje, što se jednim imenom naziva provjetravanje. Prema načinu kojim se ostvaruje strujanje dimnog plina i zraka, provjetravanje može biti prirodno ili umjetno. 
Prirodno provjetravanje nastaje zbog djelovanja uzgona, a kao posljedica razlike tlaka okolnog zraka i dimnog plina. Razlika tlaka koja nastaje zbog djelovanja uzgona izravno ovisi o visini dimnjaka i temperaturi izlaznog dimnog plina. Što je veća visina dimnjaka i temperatura izlaznog dimnog plina, veća je razlika tlaka, što omogućuje veće brzine strujanja dimnog plina i zraka, odnosno izgaranje veće količine goriva. Međutim, povećanjem visine dimnjaka rastu otpori strujanja dimnog plina, a istovremeno se zbog povećanja površine povećava hlađenje dimnog plina, što nepovoljno djeluje na učinkovitu razliku tlaka. Zbog toga se prirodnim provjetravanjem mogu postići samo ograničeni učinci, pa se zbog toga danas vrlo rijetko koristi, odnosno samo u pojedinim slučajevima kod pomoćnih generatora pare. 
Umjetno provjetravanje ostvaruje se djelovanjem ventilatora. Ako postoji samo ventilator za zrak, takvo provjetranje je tlačno; ako je ugrađen samo ventilator za dimne plinove, tada se radi o isisnom provjetravanju; a ako je ugrađen ventilator za zrak i ventilator za dimni plin, takvo se provjetravanje naziva uravnoteženo ili kombinirano.

## Dimni plin
Dimni plin je plin nastao kao proizvod izgaranja u peći, generatoru pare (termoelektrana), kotlu ili bilo kojem ložištu, a predstavlja smjesu plinova nastalih oksidacijom gorivih sastojaka u gorivu, te dušika i viška kisika koji ne sudjeluju u toj kemijskoj reakciji. Pritom se ukupni obujam dimnog plina sastoji od suhog dimnog plina i vlage, koja se dovodi samim gorivom ili nastaje izgaranjem sadržanog vodika. Ako se zanemari sadržaj pepela, koji je u većini loživih ulja zanemarivo malen, tada je masa produkata izgaranja, odnosno dimnog plina, jednaka zbroju mase goriva i zraka, koji sudjeluju u postupku izgaranja.
Fizikalno-kemijska svojstva dimnog plina, kao proizvoda izgaranja, prije svega ovise o vrsti (sastavu) goriva, o načinu izgaranja s obzirom na pretičak zraka i o njihovoj temperaturi. Glavni sastojci dimnog plina su ugljikov dioksid CO2 koji nastaje potpunim izgaranjem ugljika, vodena para H2O koja nastaje izgarajem vodika H i isparavanjem sadržane vlage u gorivu, sumporov dioksid SO2 koji nastaje izgaranjem sumpora S, dušik N2 koji se sastoji od dušika sadržanog u gorivu i dušika iz zraka za izgaranje i kisik O2 koji je ostao neutrošen kao višak zraka za izgaranje.